# 乌拉圭历史
乌拉圭历史分成多个时期：哥伦布前时期、殖民时期、建立国家时期和现代乌拉圭。

## 哥伦布前时代和殖民时代
在1512年至1513年，葡萄牙人最早探索了今乌拉圭地区。1516年初西班牙探险家胡安·迪亚斯·德索利斯抵达这里。自1680年后一直由西班牙和葡萄牙争夺。最后在1726年由西班牙人赢得，成为西班牙殖民地，建立蒙特維多军事港口。1776年西班牙把这区并入拉普拉塔总督辖区，当时称为“拉普拉塔河东岸区”（Banda Oriental）。

## 争取独立

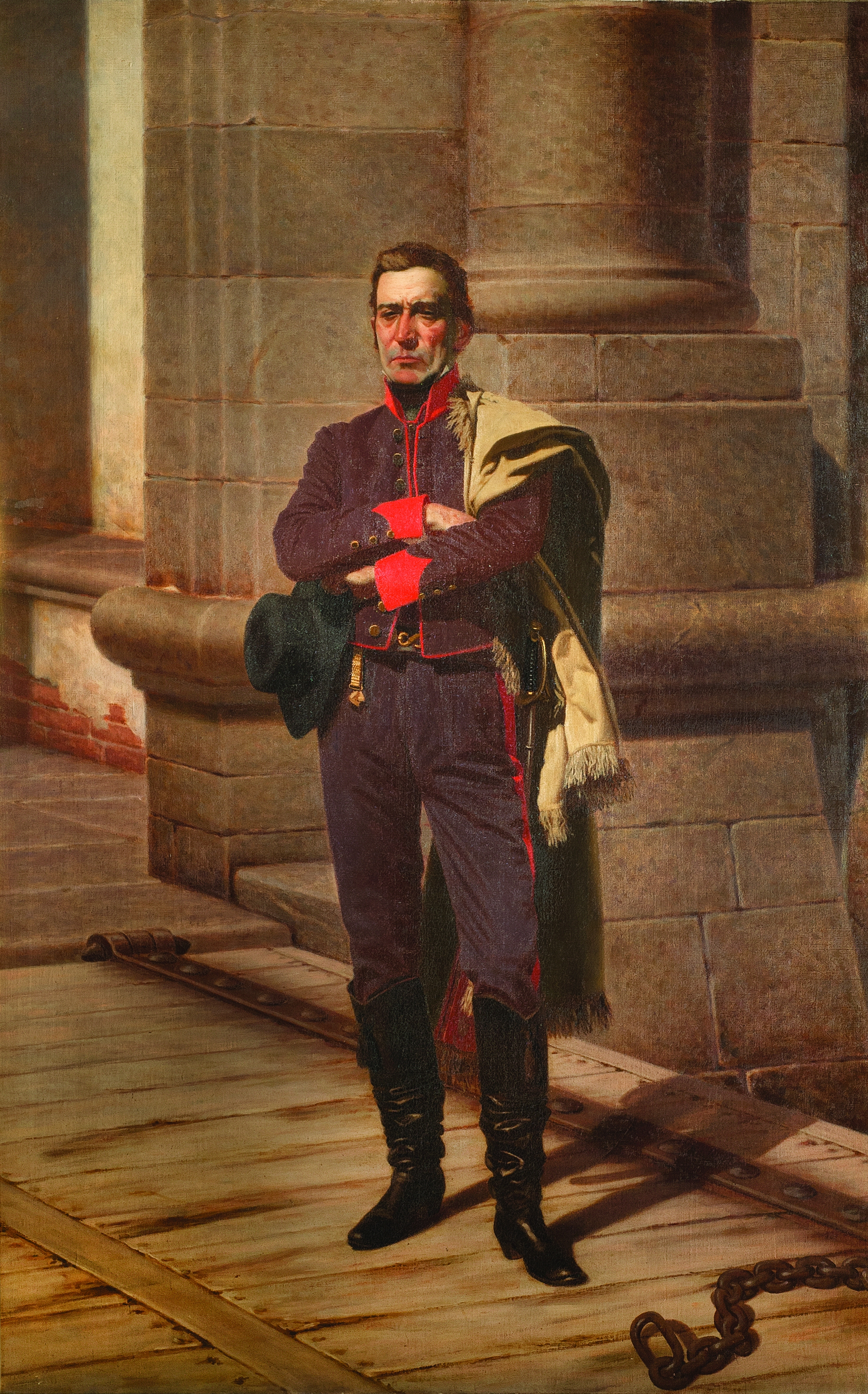
荷西·赫瓦西奧·阿蒂加斯

19世纪初期，整个由西班牙统治的拉丁美洲各地，纷纷出现独立战争。1811年乌拉圭的民族英雄何塞·赫瓦西奥·阿蒂加斯发动一些反抗西班牙的战争，如在1811年5月的拉斯彼德拉斯战役击败了西班牙。在1814年烏拉圭和阿根廷東北部五省相繼脫離拉普拉塔联合省，組成以他為首的联邦同盟，他任同盟的“保護者”。由于联邦同盟的稳定日益增长和威望的不断提升，惊动了葡萄牙政府，所以为了避免同盟的共和主义蔓延到邻近殖民地巴西，1816年的8月，葡萄牙再次入侵，并于1821年7月把整个乌拉圭领地并入巴西，改名为西斯普拉丁省。1825年8月25日，以胡安·安东尼奥·拉瓦列哈为首的33名东岸人从阿根廷回国，收复了蒙得维的亚城，宣告乌拉圭独立，并将8月25日定为国庆日。1828年蒙得维的亚条約确定乌拉圭主权。

## 乌拉圭大战争（1839年—1852年）

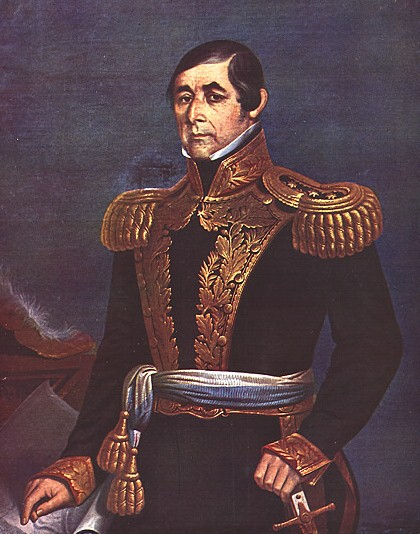
弗鲁克图奥索·里韋拉

乌拉圭政局分裂成两个党，保守派曼努爾·奧里韋的白党和自由派弗鲁克图奥索·李維拉的红党。乌拉圭不断卷入邻国军事冲突，并且爆发内战，死伤无数。
科罗拉多派（红党）比较亲自阿根廷流亡至此的自由联合派，他们很多人在蒙得维的亚避难。而白党的总统曼努爾·奧里韋是阿根廷总督胡安·曼努埃尔·德·罗萨斯的亲密挚友。当法国于1838年封锁布宜诺斯艾利斯，奧里韋站在罗萨斯这边。这个导致科罗拉多派以及流亡阿根廷的联合派寻求法国的帮助来反对奧里韋。1838年7月15日，科罗拉多派领导的军队推翻总统，并使他逃离至阿根廷。阿根廷联合派在蒙得维的亚建立了流亡政府并秘密寻求法国援助。1839年，李維拉向罗萨斯宣战。这场冲突持续13年，并成为闻名的乌拉圭大战争。

## 內戰後发展
在内战后，来自意大利和西班牙的移民持续稳定的来到乌拉圭。乌拉圭从欧洲收留了大批移民，并以农业出口为乌拉圭重要经济命脉。乌拉圭经济得到增长，蒙得维的亚成为这一地区的主要经济中心。

## 20世纪
在第一次世界大战中，乌拉圭站在反德国的阵营中并且和德国断交。乌拉圭并没有参与作战行动。
1930年乌拉圭被选为第一届國際足協世界盃的举办國。尽管当时吸引力不及现在，但乌拉圭於主場战胜邻国阿根廷夺得冠军，增加了国家自豪感。
同时第二次世界大战前欧洲和世界其他地方不断爆发战事，大量农产品从乌拉圭输出，令依赖农业为生的乌拉圭成为富裕国家。二战结束后，由于国际农产品价格不断下滑，令乌拉圭经济陷入长期性衰退。经济萧条令乌拉圭政局陷入混乱，多次发生军事政变，因此逐渐成为经济落后的国家。

## 21世纪
2004年，塔瓦雷·巴斯克斯當選總統，2005年3月1日正式就任乌拉圭总统，是该国历史上第一位左翼總统。隨著广泛阵线上台執政，採取溫和的社會經濟改革，乌拉圭经济迅速崛起，在2004年到2008年，GDP以每年6.7%的速度增长，贫困人口从33%下降到21.7%，2011年更下降至18.6%，称为拉美国家的一大亮点。在全球金融危机下，经济增长速度受限，但政府通过更高的公共支出和投资，成功避免了经济衰退，使得2010年的乌拉圭经济仍然以超过7%的速度增长。
2013年，烏拉圭獲選經濟學人的年度代表國，獲選原因為烏拉圭總統何塞·穆希卡的平民風範享譽世界；以及在2013年4月通過了同性婚姻法案；和2013年7月，烏拉圭為了處理犯罪率而通過法案成為世界上首個將大麻買賣合法化的國家。